# Capela Padre Antonio - Igreja de São Judas Tadeu (Vera)
O Capela Padre Antonio – Igreja de São Judas Tadeu é um bem tombado localizado no município de Vera, no Mato Grosso.
Foi tombado como patrimônio histórico cultural de Mato Grosso em 2013 através da portaria n.° 013/2013 publicada em 26 de março daquele ano.